# Paraset
Le Paraset est un émetteur-récepteur simple construit par les Alliés pendant la Seconde Guerre mondiale. Il a été utilisé par les services secrets britanniques ainsi que par les résistants belges, hollandais et français

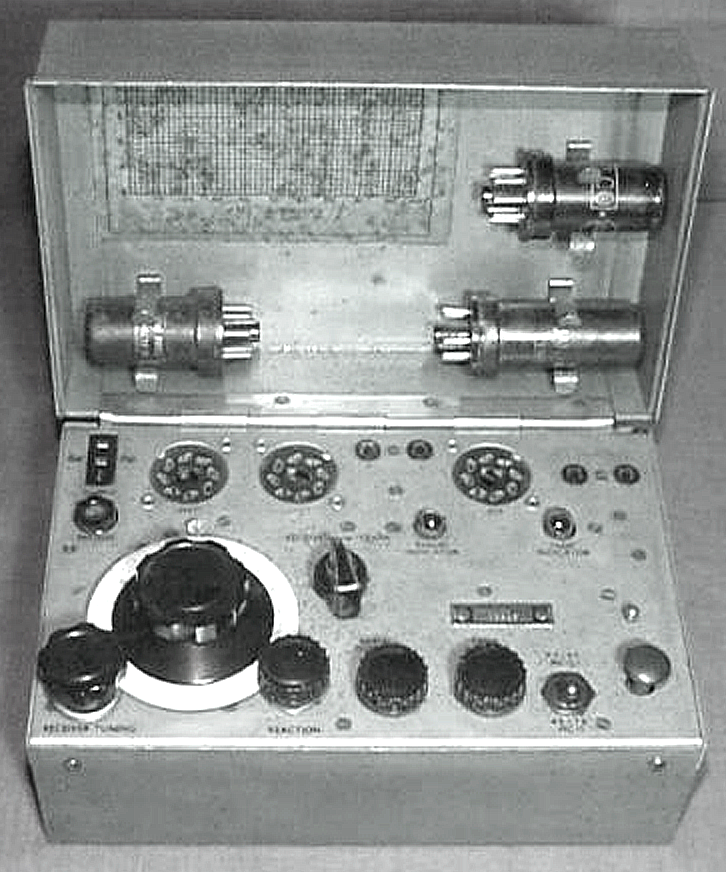
Réplique de l'émetteur-récepteur"Paraset"

## Histoire
Le Paraset est l'un des premiers postes de radio miniaturisés utilisé avec succès par le SOE britannique (Special Operations Executive) pour les activités derrière les lignes allemandes pendant la Seconde Guerre mondiale.
Un certain nombre de radioamateurs ont fait des répliques de cet appareil en exploitant les mêmes caractéristiques.

## Caractéristiques
- Récepteur: Bande de fréquences: de 3,0 à 7,6 MHz.
- Emetteur: 2 bandes de 3 à 7,6 Mhz.
- Puissance de sortie: 4 à 5 watts [3].